# Frans de Munck
Pour les articles homonymes, voir Munck.
Frans de Munck (né le 20 août 1922 à Goes - mort le 24 décembre 2010 à Arnhem) est un footballeur et entraîneur des Pays-Bas.

## Biographie
Il évolue comme gardien de but international néerlandais, dans les années 1950, à l'Ajax Amsterdam, au FC Cologne, au Fortuna '54, au DOS Utrecht, au BV Veendam, au Cambuur Leeuwarden et au Vitesse Arnhem.
Il est ensuite entraîneur au Vitesse Arnhem et au FC Bruges.
Il meurt le 24 décembre 2010 à l'âge de 88 ans.